# 喬廷棟
喬廷棟，山西蔚州（今蔚縣）人，明朝政治人物。
萬曆十七年（1589年）己丑科進士。初授行人司行人，選監察御史。
其罢官家居期間，每日晨起，必冠服整齐，在家中升堂高坐，令僕役模仿官府升堂，廷棟則親自斷案，然后“退堂”。